# マイタ・カパック

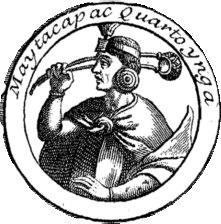
マイタ・カパック

マイタ・カパック（英: Mayta Capac、ケチュア語: Mayta Qhapaq、生没年不詳、在位1290年頃～1320年頃）は、クスコ王国の4代サパ・インカ（皇帝）（下王朝4代）である。父は3代サパ・インカであるリョケ・ユパンキ、王妃はママ・カウア・パタともママ・タンカリイ・ヤチイとも、子に5代サパ・インカであるカパック・ユパンキがいる。
年代記作者たちによると、彼はチチカカ湖、アレキパ、ポトシなど遠方の領土を征服した偉大な戦士であった。しかし事実上、彼の王国の範囲はまだクスコの谷に止まっていたと考えられている。これらの偉大な軍功は、クスコ谷内の別部族であるアルカヴィザ族による征服行為であったのかもしれないとする見解がある。